# یواس‌اس ازیمک (ای‌کی-۱۲۴)
یواس‌اس ازیمک (ای‌کی-۱۲۴) (به انگلیسی: USS Azimech (AK-124)) یک کشتی بود که طول آن ۴۴۱ فوت ۶ اینچ (۱۳۴٫۵۷ متر) بود. این کشتی در سال ۱۹۴۳ ساخته شد.